# Nord-Odals kommun
Nord-Odals kommun (norska: Nord-Odal kommune) är en kommun i Innlandet fylke i sydöstra Norge. Kommunens centralort är tätorten Sand.
Nord-Odals kommun är med i den nordiska samarbetsregionen ARKO.

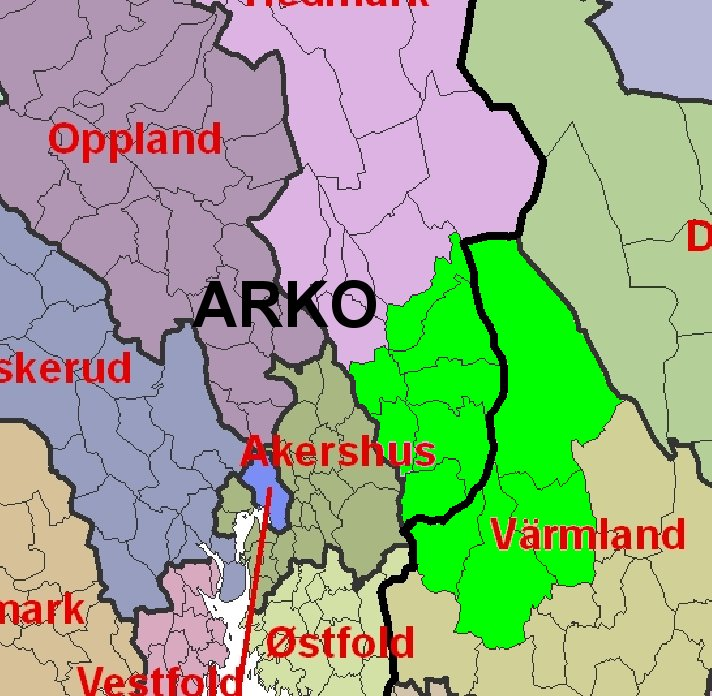
Kommuner som ingår i samarbetet ARKO.

## Administrativ historik
Nord-Odals kommun upprättades den 1 januari 1838 (som Nordre Odalen) när Formannskapslovene från 1837 trädde i kraft. Kommunens gränser har förblivit oförändrade sedan dess.

## Tätorter
I Nord-Odals kommun finns två tätorter:
- Mo
- Sand (centralort)

Orten Knapper har tidigare räknats som en tätort men uppfyller inte längre kriterierna.

## Socknar
Inom Norska kyrkan är Nord-Odals kommun indelad i två socknar:
- Mo socken
- Sands socken

Socknarna ingår i Solør, Vinger og Odals prosteri i Hamars stift.

## Kända personer
- Sigurd Hoel, författare
- Jan Werner Danielsen, sångare

## Bilder

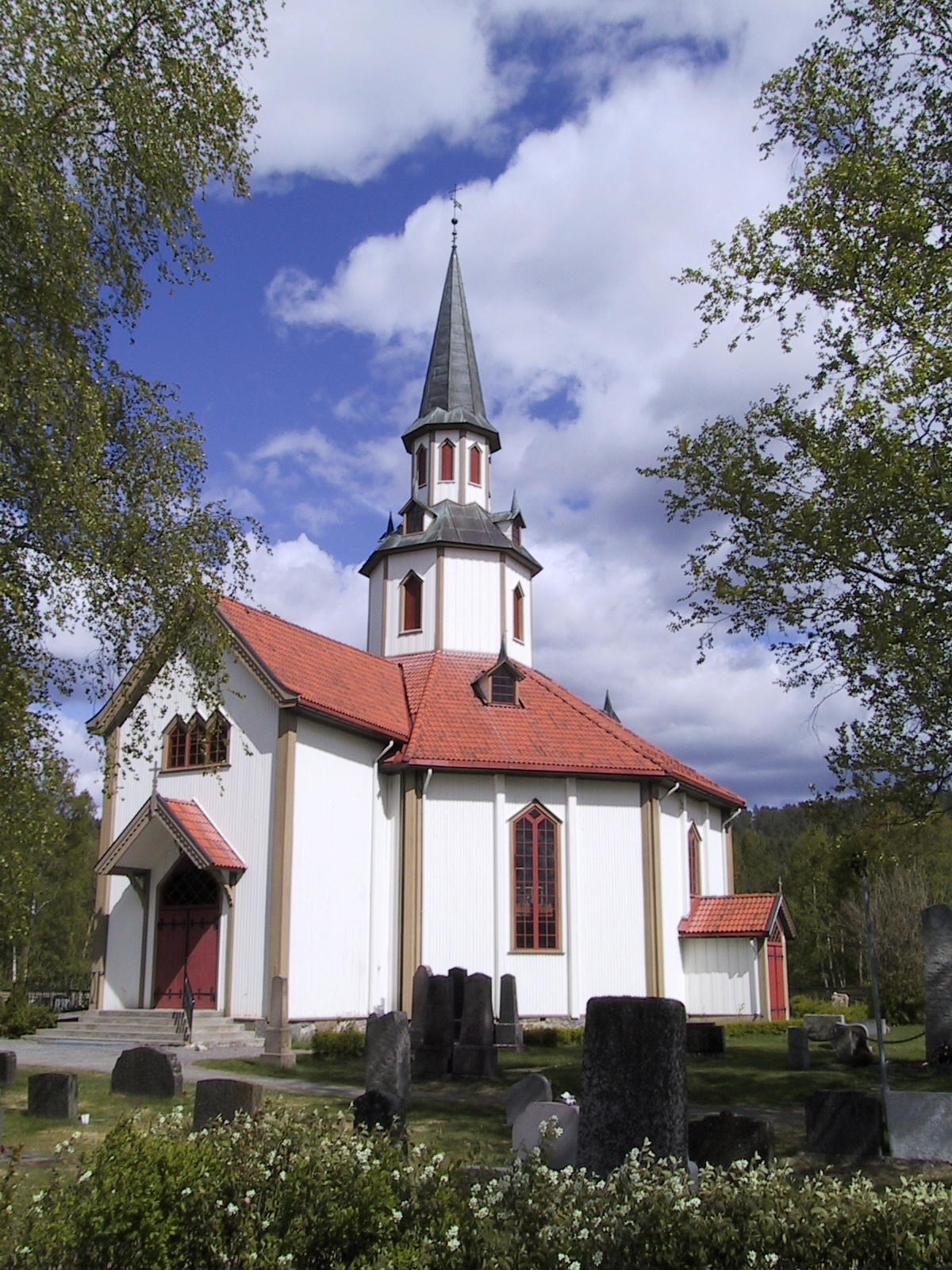
Mo kyrka.
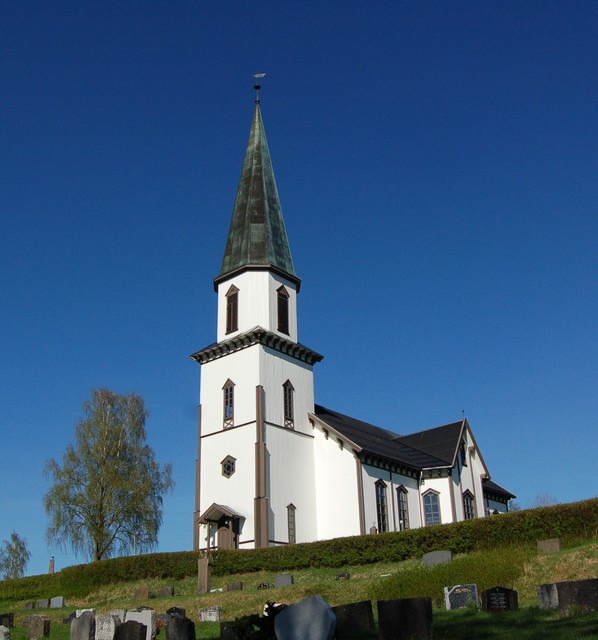
Sands kyrka.